# Такси 3
«Такси 3» (фр. Taxi 3) — французская кинокомедия 2003 года, снятая режиссёром Жераром Кравчиком по сценарию Люка Бессона. Фильм с Сами Насери, Фредериком Дифенталем и Марион Котийяр в главных ролях, является продолжением «Такси 2», за которым последовало «Такси 4». 
Картина вышла в прокат 29 января 2003 года.

## Сюжет
В прологе таксист Даниэль спасает от погони случайно подсевшего к нему тайного агента в исполнении Сильвестра Сталлоне.
Полицейский Эмильен занят тем, что ищет банду Санта-Клаусов, которые совершают ограбления банков в Марселе. Он даже не замечает, что его жена Петра ждёт ребёнка, хотя она изо всех сил пытается намекнуть ему.
Лили, девушка Даниэля, уходит от него, обвиняя в том, что он всё время проводит с автомобилем. Наутро Даниэль находит в ванной положительный тест и понимает, что Лили беременна.
Дела с поимкой бандитов у Эмильена сперва складываются неудачно: он арестовывает своего начальника комиссара Жибера, приняв его за преступника, когда тот пытался внедриться в ту самую банду. Через некоторое время к комиссару приходит китайская «журналистка» Киу и очаровывает его. На протяжении следующих нескольких дней в её обязанностях — писать рассказ о марсельской полиции. Воспользовавшись доверчивостью Жибера, она скачивает с полицейского компьютера все имена, пароли и явки, пока Жибер дремлет после сделанного китаянкой массажа.
Тем временем Эмильен при помощи Даниэля находит настоящих грабителей, но тут же попадает к ним в плен. Там-то и выясняется, что красавица-китаянка Киу — главарь банды Санта-Клаусов. Девушка начинает допрашивать Эмильена, а когда тот наотрез отказывается говорить — пытает его. После нескольких часов «пыток» с Эмильеном она возвращается в полицейский участок, где Жибер, узнав местонахождение преступников, объявляет план захвата. Киу уговаривает его взять её с собой. После недолгих колебаний комиссар соглашается. Когда Жибер рассказывает ей план захвата, она звонит с мобильного телефона Эмильена одному из Санта-Клаусов и на китайском языке объясняет, что нужно сменить план действий. Бандитам удается улизнуть, а китаянка во время шумихи садится в полицейскую машину и уезжает. Это замечает Даниэль, который едет за ней до большого ангара. Там находятся измученный оральными ласками Эмильен и люди из банды Киу. Киу объясняет полицейскому, что через 5 минут его расплющит многотонным камнем, подвешенным к крыше ангара, и уезжает вместе с Санта-Клаусами. Даниэлю удается вовремя спасти Эмильена, и вместе они преследуют преступников в заснеженных горах Швейцарии, используя такси с его навороченными примочками, как снегоход. В итоге грабителей наконец удается поймать благодаря спецназу генерала Бертино, отца Лили.
Эмильен с Даниэлем приезжают в роддом, где рожает Петра. Даниэль делает предложение своей девушке Лили. Последним показывают посиневшего Жибера, который при задержании преступников умудрился угодить в ледяную прорубь.

## В ролях
| Актёр              | Роль                                                                               |
| ------------------ | ---------------------------------------------------------------------------------- |
| Сами Насери        | Даниэль Моралес (таксист-лихач)                                                    |
| Фредерик Дифенталь | Эмильен Кутан-Корбадек (инспектор полиции)                                         |
| Марион Котийяр     | Лили Бертино (девушка Даниэля)                                                     |
| Эмма Сьоберг       | Петра (жена Эмильена)                                                              |
| Бернар Фарси       | комиссар Жерар Жибер (начальник полиции)                                           |
| Бай Лин            | Киу (Qiu) (преступница-китаянка)                                                   |
| Жан-Кристоф Буве   | дивизионный генерал Эдмонд Бертино (командующий южным военным округом и отец Лили) |
| Эдуар Монтут       | Ален Трезор (инспектор полиции)                                                    |
| Сильвестр Сталлоне | тайный агент (в титрах не указан)                                                  |

## Саундтрек
- Dadoo — Making Of Generiq
- Humphrey & Busta flex — Quest Ctu Fou Cette Nuit
- Eloquence & Kayliah — Match Nul
- Booba & Ness-beal — Tout Cquon Connait Booba Ness Beal
- Lara — Plus Vite Que Jamais
- Pharrell Williams & Rohff — Wheres Yours At?
- 113 — 10 Minutes Chrono
- Daddo & Diams — Vivre Sans Вa
- Lara & Аrsenik — Gotta Drive
- Oxmo Puccino — Tarif C
- Willy Denzey — Lallumage
- Audio Bullys — Rock Till I’m Rollin'
- Pitt Baccardi — J’accelere
- Costello — Profites
- Corneille — Laissez Nous Vivre
- Leslie & Dadoo — Ptite Soeur
- Ogb & Intouchable — Trouble
- n.e.r.o — Find My Way
- Lynnsha & Kail — Love Sound
- Doc Gyneco — Du spy dans l’air

## Другие СМИ
«Taxi 3» — игра, которая создана на базе фильма. Выпущена в 2003 году.

## Приём

### Кассовые сборы
Во Франции фильм превышает отметку в 6 миллионов просмотров и занимает 3 место по годовым кассовым сборам. Это величайший успех Сильвестра Сталлоне в стране, несмотря на то, что он появляется лишь ненадолго. Третий фильм стал вторым самым успешным во всей франшизе по сборам.

### Критика
Журнал Empire оценил фильм на 3 звезды из 5. На Rotten Tomatoes фильм получил одну положительную рецензию, а от зрителей 51% одобрения.

## В популярной культуре
Вступительные названия являются пародией на те, что были показаны в фильмах с Джеймсом Бондом в главной роли, а на протяжении всего фильма есть несколько отсылок к канону 007, например, вращающийся номерной знак автомобиля Дэниела и погоня на лыжах в кульминационный момент фильма.